# 佐多忠治
佐多 忠治（さた ただはる）は、江戸時代前期の薩摩藩士。佐多氏13代当主。

## 生涯
寛永7年（1630年）4月18日、将軍・徳川家光の江戸桜田の薩摩藩邸への御成の際と、同年4月22日の大御所徳川秀忠の薩摩藩邸御成の際に、それぞれ拝謁している。
寛永9年（1632年）1月9日、父に先立って没した。享年28。
家督は嫡男・久孝が相続した。